# 魔術の殺人
『魔術の殺人』（まじゅつのさつじん、原題：They Do It with Mirrors、米題：Murder with Mirrors）は、1954年に刊行されたアガサ・クリスティの推理小説。ミス・マープル・シリーズの長編第5作目にあたる。

## あらすじ
ロンドンに住むアメリカ人ルース・ヴァン・ライドックは、ミス・マープルが若い頃からの友人である。彼女を訪ねたマープルは、ルースが妹のキャリー・ルイーズを深刻に心配していることを知る。彼女はマープルに、キャリー・ルイーズをイギリスの自宅であるストーニーゲートに訪問するように依頼し、マープルは引き受ける。彼女は、キャリー・ルイーズと3番目の夫ルイス・セロコールドが経営する非行少年の更生施設が併設されているビクトリア朝の邸宅を訪れる。キャリー・ルイーズは、孫娘のジーナ、その夫ウォルターと一緒に暮らしている。娘のミルドレッドは、未亡人となった後、故郷に帰ってきた。継子のスティーブンとアレクシス・レスタリックは成長し、邸宅を頻繁に訪問し、マープルと居合わす。セロコールドの秘書を務める青年エドガー・ローソンは明らかに妄想性統合失調症の兆候が見られる。
マープルは、キャリー・ルイーズが老齢に伴う健康上の問題を抱えていることを知る。しかし、キャリー・ルイーズがこれまでのように優しく、理想主義的で、愛情深い人物であることを知り、ミス・マープルは嬉しく思う。
キャリー・ルイーズの最初の結婚相手の継子で、父親が生前に築いた財産で設立した慈善財団の理事を務めるクリスチャン・グルブランセンが突然訪ねてくる。マープルはバードウォッチング用の双眼鏡でセロコールドがテラスでクリスチャンを迎える様子を眺めながら、クリスチャンが突然訪ねてきた理由を探ろうとする。彼女は、二人がキャリー・ルイーズに問題を伏せておき、外部の助けを求めようとしている話し声を聞き取る。二人は夕食を共にし、その後クリスチャンは手紙を書くために自室に引きこもる。
セロコールドのオフィスの鍵のかかったドアの向こうから聞こえてくる口論に他の家族は聞き入る。ローソンが銃を持ってその部屋に入っており、セロコールドを父親だと言って彼からひどい仕打ちを受けてきたと大声で主張している。ローソンは彼を撃つと脅し、セロコールドがなだめようとする声が聞こえる。
停電で大広間が真っ暗になり一同が緊張する。ウォルターは部屋を出て、ヒューズを直して戻ってくる。ローソンがセロコールドにわめき散らしている間に家族は銃声を聞き、書斎のドアを開けようとする。何人かにはさらに銃声を聞く。やっとの思いで扉を開けると、セロコールドはその対応を笑うが、壁に銃弾が当たっているのがわかり、ローソンは泣き崩れて謝罪する。
一方、家政婦でキャリー・ルイーズのコンパニオンであるジュリエットは、事務所の鍵を探しに出かけていた。彼女はクリスチャンが自室で銃で撃たれて死んでいるのを発見する。
セロコールドはクリスチャンの部屋に行き、キャリー・ルイーズとマープルがそれに続く。アレックス・リスタリックが家に到着する。そこには既に弟のスティーブンがおり、夕食後にピアノを弾いていた。そこへ警察がやってくる。
カリィ警部は、非行少年の施設の関係者はもちろん、使用人も一切関与していないことをすぐに立証する。カリィは、ジョリーが死体の部屋に入ったとき、タイプライターの中に一枚の紙があったことを突き止める。セロコールドは、妻がそれを読んで、何者かがキャリー・ルイーズに毒を盛っているとクリスチャンが心配してこの館を訪れたということを妻が気づくことを恐れたのだと説明し、そのメモを取り除いたことを認める。セロコールドは、毒は彼女の薬に含まれているのではないかと示唆し、その薬はヒ素を含んでいることが判明する。
マープルは、ウォルターが犯人だとなれば家族のほとんどが喜ぶだろうとコメントするが、クリスチャンはウォルターの銃ではなく、休憩中にローソンが手にしていた銃で殺されていた。警察は、ピアノ台の中の楽譜の下から凶器を発見する。
アレックスは、家までのドライブが霧で遅くなったこと、霧の中で見たもの、聞いたもの、例えば銃声や誰かが走る音などから、舞台装置のアイデアを得たと説明する。アレックスが家を舞台に見立てた話を聞いて、マープルは殺人事件に対して違う考えを持ち始める。翌日の夜、アレックスと少年アーニー・グレッグは舞台の重石で殺される。
マープルは、セロコールドの書斎からクリスチャンの部屋まで、テラス沿いに2分足らずで走れる立場にいたのは、セロコールド一人であると警察に説明する。ローソンは自分自身とセロコールドの二役を演じており、その間にセロコールドはクリスチャンを殺し、息を切らして戻ってきたのであった。キャリー・ルイーズの毒殺疑惑はセロコールドが作り出した偽装であった。クリスチャンが館を訪れた本当の理由は、セロコールドがグルブランセン信託から横領していることを知ったからである。また、ローソンは統合失調症のふりをしていただけで、実際はルイスの隠し子であることも読者は知ることになる。
警察に詰め寄られたローソンは家から逃げ出し、敷地内の湖を渡るために古いボートに飛び乗る。ボートが沈み始めたのでセロコールドは息子を助けるために湖に飛び込む。二人は湖に立ち並ぶ葦に捕まり、警察の手が届く前に溺死してしまう。これらの死の場面は、キャリー・ルイーズが娘のミルドレッドと屋内を歩くところで終わり、母と娘の新しい連帯が生まれる。キャリー・ルイーズの孫娘ジーナは、アメリカ人の夫ウォルターとアメリカに戻ることに同意し、別居の危機を回避する。

## 登場人物
ミス・マープル
探偵趣味の老婦人。
ルース・ヴァン・ライドック
マープルの寄宿学校時代からの友人。妹のキャロラインを心配して、マープルに潜入捜査を依頼。
キャロライン（キャリイ）・ルイズ・セロコールド
ルースの妹で富豪。かなり浮世離れした人物で、殺人事件の渦中にあって上の空。3度結婚し、夫の連れ子たち・養女・実の娘・養女の娘など多数の家族を持つ。
ルイス・セロコールド
慈善活動家。キャロラインの現在の夫（3番目の夫）。
エリック・グルブランドセン
キャロラインの最初の夫。故人。
クリスチャン・グルブランドセン
エリックの息子（連れ子、キャロラインにとって義理の息子だが2歳年上）。射殺される。
ミルドレッド・ストレット
キャロラインとエリックの実の娘（つまり唯一キャロラインと血縁関係のある家族）。
ジーナ・ハッド
キャロラインとエリックの養女ピパの娘（キャロラインの孫）。イタリア人との混血で快活な女性。
ウォルター・ハッド
ジーナの夫でアメリカ人。
ジョニィ・リスタリック
キャロラインの2番目の夫。故人。
アレックス・リスタリック
ジョニィの息子（連れ子）
スティーブン・リスタリック
ジョニィの息子（連れ子）。アレックスの弟。
エドガー・ローソン
セロコールド家の使用人で、キャロラインの現在の夫ルイスの助手。精神分裂症気味で虚言癖がある。
ジュリエット・ベルエヴァー
キャロラインのコンパニオン。
Dr.マヴェリック
精神分析医。少年院で非行少年の感化に当たっていた。
カリィ
警部。事件の捜査責任者。
レイク
部長刑事。カリィの部下。

## 映像化

### テレビドラマ
ミス・マープル『魔術の殺人』
シーズン2 エピソード3（通算第11話）  イギリス1991年放送
内容はほぼ原作に沿っている。
- ミス・マープル: ジョーン・ヒクソン
- ルース・ヴァン・リドリック: フェイス・ブルック
- キャリールイーズ・セロコールド: ジーン・シモンズ
- ジーナ・ハッド: ホリー・エアード
- ルイス・セロコールド: ジョス・アクランド
- ミルドレッド: ジリアン・バージ
- エドガー・ローソン: ニール・スウェッテナム
- スティーブン・レスタリック: ジェイ・ヴィラーズ
- ウォルター・ハッド: トッド・ボイス
- クリスチャン・ガルブランドセン: ジョン・ボット
- スラック: デイヴィッド・ホロヴィッチ - ロンドン警視庁の警部

アガサ・クリスティー ミス・マープル『魔術の殺人』
シーズン4 エピソード3（通算第15話）  イギリス2010年放送
内容の大筋は原作に沿っているが、一部の登場人物や殺害現場の設定などにアレンジが施されている。
- ミス・マープル: ジュリア・マッケンジー
- ルース・フォン・ライドック: ジョーン・コリンズ
- キャリー・ルイーズ・セロコールド: ペネロープ・ウィルトン
- ジーナ・エルズワース: エマ・グリフィス・マリン
- ルイス・セロコールド: ブライアン・コックス
- ミルドレッド: サラ・スマート

アガサ・クリスティーの謎解きゲーム『魔術の殺人』
シリーズ2 エピソード1  フランス2013年放送
設定の主要なところは原作に沿っているが、多くの点で変更されている。一番大きな変更点は、結末で真犯人に共犯者がいることが判明する点である。
- スワン・ロランス: サミュエル・ラバルト - 警視
- アリス・アヴリル: ブランディーヌ･ベラヴォア - 記者
- マルレーヌ・ルロワ: エロディ･フランク - ロランスの秘書
- ローズマリー・ブスケ: カトリーヌ・ムシェ
- エティエンヌ・ブスケ: オリヴィエ・ラブルダン
- ジュリエット: ステファニー・カイヤール